# Sabulodes gonnapearia
Sabulodes gonnapearia là một loài bướm đêm trong họ Geometridae.